# 太極療法
太極療法（たいきょくりょうほう）とは、澤田健が提唱した治療の概念である。澤田流、澤田流太極療法とも呼ばれる。
治療内容はどんな病気も全体の調子を整えることで回復が早まることから局所の病気だけにとらわれることなく、全体調整を目的とした治療概念である。主な基本穴は、百会穴、身柱穴、肝兪穴、脾兪穴、腎兪穴、次髎穴、澤田流京門（志室穴）、中脘穴、気海穴、曲池穴、左陽池、足三里穴、澤田流太谿（照海穴）、風池穴、天枢穴などである。